# The Light of Western Stars (film, 1925)
Pour les articles homonymes, voir The Light of Western Stars.
Pour plus de détails, voir Fiche technique et Distribution.
The Light of Western Stars est un film muet américain réalisé par William K. Howard, sorti en 1925. C'est l'une des adaptations du roman de Zane Grey paru en 1914.

## Fiche technique
- Titre : The Light of Western Stars
- Réalisation : William K. Howard
- Scénario : George C. Hull , Lucien Hubbard, d'après le roman de Zane Grey
- Photographie : Lucien Andriot
- Producteurs : Adolph Zukor, Jesse L. Lasky
- Société de production : Famous Players-Lasky
- Société de distribution :  Paramount Pictures (États-Unis), Famous Players-Lasky Picture Service (Royaume-Uni), (Canada), (Australie)
- Pays de production :  États-Unis
- Langue :  Anglais
- Métrage : 2 090,65 m (7 bobines)[1]
- Format : Noir et blanc — 35 mm — 1,33:1 — Muet
- Genre : Film dramatique, Western
- Durée :90 minutes
- Date de sortie : 
  - États-Unis : 22 juin 1925

## Distribution
- Jack Holt : Gene Stewart
- Billie Dove : Madeline Hammond
- Noah Beery : Brand
- Alma Bennett : Bonita
- William Scott : Al Hammond
- George Nichols : Billy Stillwell
- Mark Hamilton : Monty Price
- Bob Perry : Nelse
- Eugene Pallette